# Premiul Balrog
Premiile Balrog au fost un set de premii acordate anual din 1979 până în 1985 pentru cele mai bune lucrări și realizări ale ficțiunii speculative din anul precedent. Premiile au fost numite după balrog, o creatură fictivă din  legendarium-ul Pământul de Mijloc creat de JRR Tolkien. Premiile au fost anunțate inițial de editorul Jonathan Bacon în numărul 15 al Fantasy Crossroads și prezentate la convenția Fool-Con II de 1 aprilie - Ziua păcălelilor 1979, la Johnson County Community College, Kansas. Premiile nu au fost luate niciodată în serios și sunt adesea menționate, ca o glumă, ca „râvnitele premii Balrog”.  

## Premii (după an)

### 1979
- Cel mai bun roman: Blind Voices, Tom Reamy
- Cea mai bună ficțiune scurtă: "Death from Exposure", Pat Cadigan
- Cea mai bună colecție / antologie: Born to Exile, Phyllis Eisenstein
- Cel mai bun poet: Ray Bradbury
- Cel mai bun artist: Tim Kirk
- Cea mai bună publicație de amatori: Shayol
- Cea mai bună publicație profesională: Age of Dreams, Alicia Austin
- Cea mai bună realizare a amatorilor: Paul C. Allen (pentru Fantasy Newsletter și „Of Swords & Sorcery”)
- Cea mai bună realizare profesională: JRR Tolkien și Donald M. Grant (împărțit)
- Alegerea judecătorilor: Jonathan Bacon (pentru Fantasy Crossroads )
- Alegerea judecătorilor: Andre Norton (pentru realizarea vieții)

### 1980
- Cel mai bun roman: Dragondrums, Anne McCaffrey
- Cea mai bună ficțiune scurtă: „Ultimul apărător al Camelotului”, Roger Zelazny
- Cea mai bună colecție/antologie: Schimb de noapte, Stephen King
- Cel mai bun poet: H. Warner Munn
- Cel mai bun artist: Michael Whelan
- Cea mai bună publicație de amatori: Fantasy Newsletter
- Cea mai bună publicație profesională: Omni
- Cea mai bună realizare a amatorilor: Paul Allen (pentru Fantasy Newsletter și „Of Swords and Sorcery”)
- Cea mai bună realizare profesională: Anne McCaffrey
- SF Film Hall of Fame: 2001: A Space Odyssey și Star Wars (împărțit)
- Fantasy Film Hall of Fame: Fantasia
- Premiul special: Ian Ballantine & Betty Ballantine

### 1981
- Cel mai bun roman: Țara rănită, Stephen R. Donaldson
- Cea mai bună ficțiune scurtă: „The Web of the Magi”, Richard Cowper
- Cea mai bună colecție / antologie: Povestiri neterminate, J. R. R. Tolkien, editat de Christopher Tolkien
- Cel mai bun poet: H. Warner Munn
- Cel mai bun artist: Frank Frazetta
- Cea mai bună publicație de amatori: Fantasy Newsletter
- Cea mai bună publicație profesională: F&SF
- Cea mai bună realizare a amatorilor: Paul C. Allen și Susan Allen (pentru Fantasy Newsletter)
- Cea mai bună realizare profesională: George Lucas (pentru contribuții, inclusiv saga Războiul stelelor)
- SF Film Hall of Fame: Imperiul contraatacă
- Fantasy Film Hall of Fame: Vrăjitorul din Oz
- Premiul special: Jorge Luis Borges
- Premiul special: Fritz Leiber

### 1982
- Cel mai bun roman: Camber the Heretic, Katherine Kurtz
- Cea mai bună ficțiune scurtă: „Un hoț în Korianth”, CJ Cherryh
- Cea mai bună colecție / antologie: Shadows of Sanctuary, Robert Lynn Asprin, ed.
- Cel mai bun poet: Frederick Mayer
- Cel mai bun artist: Real Musgrave
- Cea mai bună publicație de amatori: Eldritch Tales
- Cea mai bună publicație profesională: Omni
- Cea mai bună realizare a amatorilor: Robert A. Collins (pentru salvarea Fantasy Newsletter )
- Cea mai bună realizare profesională: George Lucas și Steven Spielberg (egalitate)
- SF Film Hall of Fame: Planeta interzisă
- Sala de renume a filmelor fantastice: King Kong
- Alegerea judecătorilor: Leo &amp; Diane Dillon

### 1983
- Cel mai bun roman: The One Tree, Stephen R. Donaldson
- Cea mai bună ficțiune scurtă:  "All of Us Are Dying" - „Toți suntem morți”, George Clayton Johnson
- Cea mai bună colecție / antologie: Storm Season - Sezonul furtunii, Robert Lynn Asprin, ed.
- Cel mai bun poet: Frederick J. Mayer
- Cel mai bun artist: Tim Hildebrandt
- Cea mai bună publicație amator: Shayol
- Cea mai bună publicație profesională: F&SF
- Cea mai bună realizare a amatorilor: Allan Bechtold (pentru atelierele SF)
- Cea mai bună realizare profesională: Ben Bova (pentru scrierea și editarea Omni și Analog)
- SF Film Hall of Fame: Ziua în care Pământul s-a oprit
- Fantasy Film Hall of Fame: Cristalul întunecat
- Premiul special: Kirby McCauley

### 1984
- Cel mai bun roman: The Armageddon Rag, George R.R. Martin
- Cea mai bună poveste scurtă: „Wizard Goes A-Courtin’”, John Morressy
- Cea mai bună colecție / antologie: Unicorn Variations, Roger Zelazny
- Cel mai bun poet: Frederick J. Mayer
- Cel mai bun artist: Real Musgrave
- Cea mai bună publicație de amatori: Fantasy Newsletter
- Cea mai bună publicație profesională: F&SF
- Cea mai bună realizare a amatorilor: Stan Gardner (pentru salvarea Balrog)
- Cea mai bună realizare profesională: Galeria Pendragon (pentru promovarea operelor de artă de fantezie)
- SF Film Hall of Fame: Vânătorul de recompense
- Fantasy Film Hall of Fame: Bambi
- Alegerea judecătorilor: Mercer Mayer (pentru educarea copiilor în arta fanteziei)

### 1985
- Cel mai bun roman: The Practice Effect, David Brin
- Cea mai bună poveste scurtă: "A Troll and Two Roses",  „Un trol și doi trandafiri”, Patricia A. McKillip
- Cea mai bună colecție / antologie: Daughter of Regals and Other Tales --Fiica regalelor și a altor povești, Stephen R. Donaldson
- Cel mai bun poet: Ardath Mayhar
- Cel mai bun artist: Richard Pini și Wendy Pini
- Cea mai bună publicație amator: Eldritch Tales
- Cea mai bună publicație profesională: Masques, J N Williamson, ed.
- Cea mai bună realizare a amatorilor: David B. Silva (pentru The Horror Show)
- Cea mai bună realizare profesională: Hap Henriksen (pentru Sala Națională a SF-ului / Fantasy - EMP Museum)
- SF Film Hall of Fame: Omul din stele
- SF Film Hall of Fame: E.T. Extraterestrul
- Fantasy Film Hall of Fame: Indiana Jones și căutătorii arcei pierdute
- Premiul special: Lester del Rey